# George Newnes

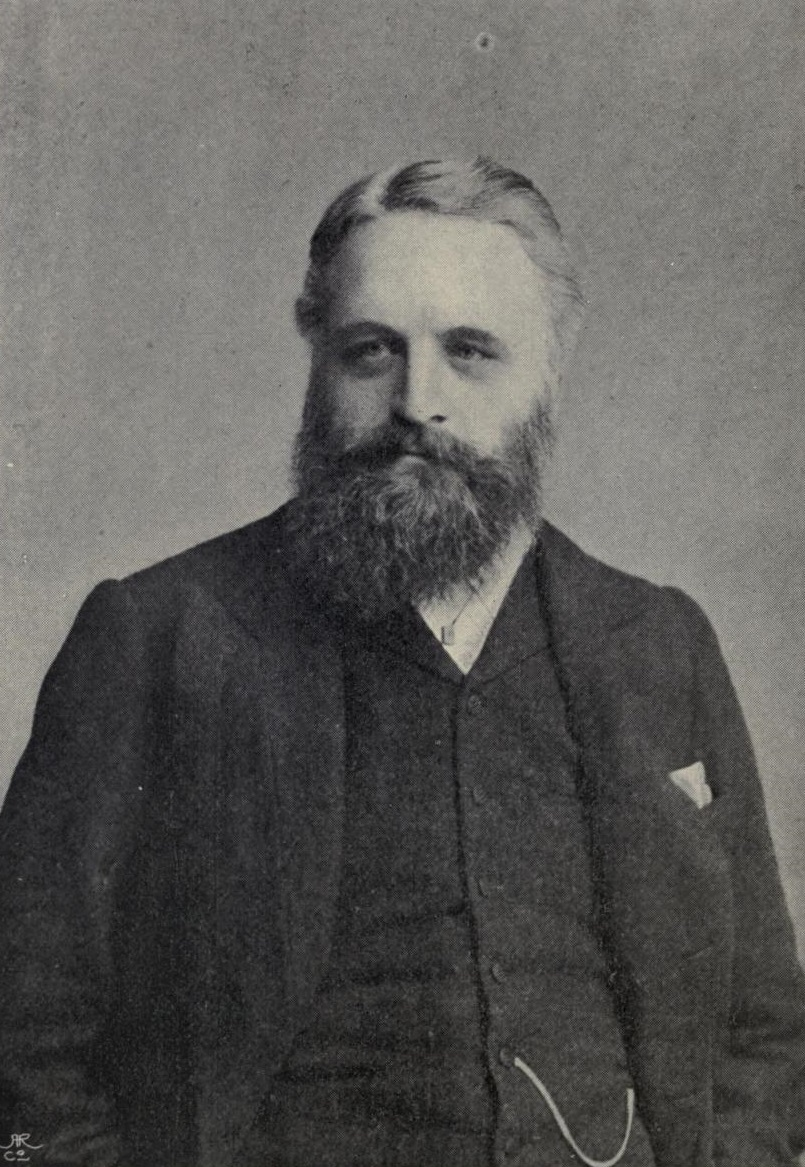
George Newnes

George Newnes (1851–1910) – angielski wydawca, redaktor, przedsiębiorca i polityk. Założył przedsiębiorstwo George Newnes Ltd. Wydawał między innymi czasopisma Tit-Bits oraz The Strand Magazine. Był członkiem Parlamentu Brytyjskiego.
Newnes nazywany był „magnatem medialnym”, zaś jego działalność wywarła znaczny wpływ na rozwój dziennikarstwa.